# 静岡県立浜松城北工業高等学校
静岡県立浜松城北工業高等学校（しずおかけんりつ はままつじょうほくこうぎょうこうとうがっこう、英称: Shizuoka Prefectural Hamamatsu Johoku Technical High School）は、静岡県浜松市中央区住吉五丁目に所在する公立の工業高等学校。

## 設置学科
- 機械科
- 電子機械科
- 電気科
- 電子科

## 沿革
- 1897年（明治30年）07月 - 浜名郡蚕業学校として創立
- 1902年（明治35年）03月 - 静岡県浜名郡立蚕業学校へ改称する
- 1919年（大正08年）04月 - 静岡県立蚕業学校へ改称する
- 1934年（昭和09年）06月 - 静岡県立浜松農蚕学校へ改称する
- 1948年（昭和23年）04月 - 静岡県立浜松農業高等学校へ改称する
- 1955年（昭和30年）04月 - 農業機械コース・土木コースを設置（開校元年）
- 1956年（昭和31年）04月 - 農業機械コース・土木コースを改組し、農業機械科を設置
- 1957年（昭和32年）04月 - 静岡県立浜松農工高等学校へ改称
- 1958年（昭和33年）04月 - 電気科を設置
- 1964年（昭和39年）04月 - 農業課程が静岡県立農業経営高等学校として分離したことに伴い、静岡県立浜松城北工業高等学校へ改称
- 1972年（昭和47年）04月 - 電子科を設置
- 1987年（昭和62年）04月 - 電子機械科を設置
- 2000年（平成12年）11月 - 「環境教育宣言」を発表
- 2002年（平成14年）03月 - ビオトープ「城北の森」が完成
- 2015年（平成27年）11月 - 創立60周年記念

## 学校行事
| 4月 応援練習 5月 生徒総会 6月 防火防災訓練 アイデアコンテスト 7月 薬学講座 交通講和 インターンシップ | 8月 登校日 除草作業 小型ボイラー技士講習会 9月 壮行会 アイデアコンテスト 演劇教室 10月 修学旅行 遠足 生徒総会 | 11月 体育大会 創立記念講演会 城北祭（文化祭） 12月 球技大会 防火防災訓練 1月 校内課題研究発表会 2月 同窓会入会式 3月 環境講演会 |

## 生徒会活動・部活動

### 生徒会本部
- 生徒会への加入条件は特に決まっていない。
- 生徒会活動は部活動と認められていない為、有志での活動になっている。
- 生徒会での活動内容は主に学校の行事(文化祭・体育大会・球技大会)や壮行会・生徒総会などの司会や進行・準備などである。
- 他校との交流などは行なっていない為、独自の生徒会活動を展開している。

### 運動部
- 陸上競技部 - 投擲種目が特に強く全国大会で入賞している。
- 野球部
- 剣道部
- サッカー部
- 柔道部
- ジョギング部
- 水泳部
- 体操部
- 卓球部
- テニス部
- バスケットボール部
- バレー部
- ハンドボール部

### 文化部
- 囲碁・将棋部
- 映像部
- 科学部
- 軽音楽部
- 書道・美術部
- 吹奏楽部
- 読書・文化部
- 放送部
- 料理調理研究部

### 技術部
- 環境部
- 機械研究部
- コンピュータ部
- 省エネ研究部
- 電気部
- 発明・製図部
- メカトロ研究部-第28回静岡県高校生ロボット競技大会 自律制御ロボット部門 5位

## 交通
- 9割以上の生徒が、自転車で通学している[1]。
- 遠鉄バス山の手医大線 ｢城北工高｣停留所から、徒歩約2分

## 著名な関係者

### 出身者
- 徳増秀樹（競艇選手）
- 坪井康晴（競艇選手）
- 伊藤夢葉（手品師）